# Jean-Louis Lafosse

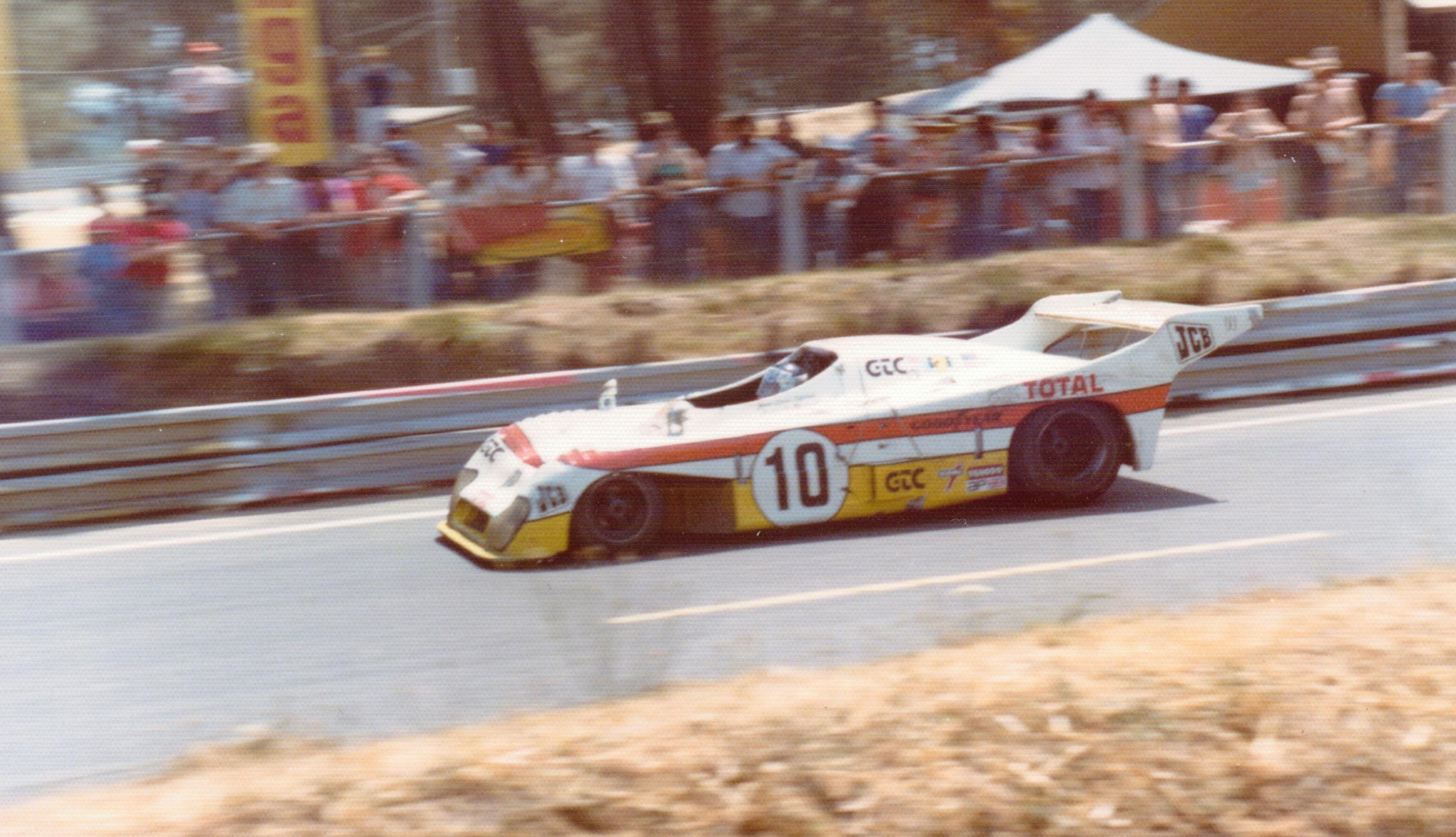
Der Mirage GR8 mit Jean-Louis Lafosse am Steuer, beim 24-Stunden-Rennen von Le Mans 1976

Jean-Louis Gabriel Lafosse (* 15. März 1941 in Dakar; † 13. Juni 1981 in Le Mans) war ein französischer Autorennfahrer.

## Karriere
Jean-Louis Lafosse wurde 1941 im Senegal geboren, als der afrikanische Staat noch eine französische Kolonie war. Mitte der 1960er-Jahre begann er eine Karriere im Motorsport. Er fuhr einige Jahre in der französischen Formel-3-Meisterschaft und bestritt Touren- und Sportwagenrennen. 1974 wäre Lafosse beinahe zu einem Engagement in der Formel 1 gekommen: er war dafür vorgesehen, beim Großen Preis von Italien in Monza einen privat eingesetzten Brabham der Scuderia Finotto zu fahren, doch letztlich bekam der Italiener Carlo Facetti das Cockpit.
Eng verbunden ist sein Name aber mit dem 24-Stunden-Rennen von Le Mans. 1972 gab Lafosse sein Debüt an der Sarthe und fuhr bis Ende der 1970er-Jahre auch regelmäßig in der Sportwagen-Weltmeisterschaft. Zweimal stand der Franzose in Le Mans am Podium der ersten Drei. 1975 wurde er mit nur einer Runde Rückstand auf den Mirage GR8 von Jacky Ickx und Derek Bell Zweiter in der Gesamtwertung. Gemeinsam mit Guy Chasseuil fuhr er einen Werks-Ligier JS2. Ein Jahr später saß er selbst im Mirage und wurde erneut Zweiter. Diesmal fehlten dem Duo Lafosse/Migault aber neun Runden auf den siegreichen Porsche 936 von Jacky Ickx und Gijs van Lennep.
1981 verunglückte Lafosse während des 24-Stunden-Rennens tödlich. Nach einem schweren Unfall von Thierry Boutsen nach nur einer Rennstunde wurde das Feld vom Safety Car in langsamer Fahrt über die Strecke geführt. Lafosse, der mit einem Rondeau M379 an der siebten Stelle der Gesamtwertung lag, hatte seinen ersten Tankstopp noch vor sich, als das Rennen wieder freigegeben wurde. Vor ihm fuhr der Brite Guy Edwards in einem Lola T600 und beide Fahrzeuge näherten sich der Mulsanne (Kurve am Ende der langen Les Hunaundières Geraden) mit fast 350 km/h als der Rondeau plötzlich ausbrach und links in die Leitschiene prallte. Dabei wurden zwei knapp hinter der Leitplanke stehende Streckenposten schwer verletzt. Der Rondeau wurde quer über die Straße geschleudert, prallte in die rechte Leitschiene und wurde völlig zerstört. Lafosse hatte keine Überlebenschance und starb im Wrack. Als Unfallursache wurde ein Bruch der linken vorderen Aufhängung angenommen. Allerdings wurden nach dem Rennen Bilder des Rennwagens (aufgenommen knapp vor dem Unfall) publiziert, auf denen der Rondeau mit einer Beschädigung an der Frontpartie und Grasflecken zu sehen ist. Ob Lafosse vor dem Unfall einmal von der Strecke abgekommen war und dabei den Vorderwagen beschädigt hatte, konnte nie geklärt werden. Damit blieb auch die Frage, ob dieser Ausritt mit dem späteren Unfall im Zusammenhang stehen könnte, bis heute unbeantwortet.

## Statistik

### Le-Mans-Ergebnisse
| Jahr | Team                            | Fahrzeug         | Teamkollege         | Teamkollege         | Platzierung     | Ausfallgrund     |
| ---- | ------------------------------- | ---------------- | ------------------- | ------------------- | --------------- | ---------------- |
| 1972 | Scuderia Filipinetti            | Ferrari 365GTB/4 | Mike Parkes         | Jean-Jacques Cochet | Rang 7          |                  |
| 1973 | Equipe Gitanes Cigarette France | Lola T282        | Hughes de Fierlant  | Reine Wisell        | Ausfall         | Ölpumpendefekt   |
| 1974 | North American Racing Team      | Ferrari 308GT4   | Giancarlo Gagliardi |                     | Ausfall         | Antriebswelle    |
| 1975 | Gitanes Automobiles Ligier      | Ligier JS2       | Guy Chasseuil       |                     | Rang 2          |                  |
| 1976 | Grand Touring Cars Inc.         | Mirage GR8       | François Migault    |                     | Rang 2          |                  |
| 1977 | WM A.E.R.E.M.                   | WM P77           | Xavier Mathiot      | Marc Sourd          | Disqualifiziert |                  |
| 1978 | Pozzi-Thompson JMS Racing       | Ferrari 512BB    | Claude Ballot-Léna  |                     | Ausfall         | Kraftübertragung |
| 1979 | Gelo Racing Sportswear          | Porsche 935      | John Fitzpatrick    | Harald Grohs        | Ausfall         | Motorschaden     |
| 1980 | Porsche Kremer Racing           | Porsche 935K3    | Danny Ongais        | Ted Field           | Ausfall         | Motorschaden     |
| 1981 | Calberson Jean Rondeau          | Rondeau M379     | Jean Ragnotti       |                     | Ausfall         | Tödlicher Unfall |